# Вильярроэль, Гуальберто
Гуальберто Вильярроэль Лопес (исп. Gualberto Villarroel López; 15 декабря 1908 — 21 июля 1946) — боливийский политический деятель, президент страны с декабря 1943 по июль 1946. Реформист, иногда его сравнивают с аргентинским лидером Хуаном Пероном.

## Биография
Родился в селе Вилья-Риверо, Кочабамба, 15 декабря 1908 года. Участвовал в Чакской войне (1932—1935) против Парагвая. После сокрушительного поражения боливийцев в этом конфликте убедился, что его страна нуждается в глубинных структурных изменениях; был сторонником «социалистического милитаризма», введенного Давидом Торо и Херманом Бушем (1936—1939). После самоубийства полковника Буша в августе 1939 года, консервативные силы начали заявлять о себе, придя к власти по результатам выборов 1940 года, на которых победу одержал Энрике Пеньяранда. Вильярроэль был единомышленником молодых, более идеалистических офицеров, которые поддерживали принципы Торо и Буша.

## Начало политической карьеры и президентство (1943—1946)
В предвоенные и военные годы Боливия была ареной активной деятельности фашистской Германии, стремившейся к укреплению своих позиций в Латинской Америке. Нацисты создали свою шпионско-агентурную сеть во многих странах континента, особенно в Аргентине, для организации государственных переворотов и установления прогитлеровских режимов.
Майор генерального штаба Гуальберто Вильярроэль создал тайное общество молодых офицеров под названием «Расон де Патриа» (РАДЕПА). Идеология молодых офицеров представляла собой смесь национализма, национал-социализма, а также социалистических идей. Политические взгляды членов РАДЕПА перекликались с «военным социализмом» Давида Торо и националистическим реформизмом Хермана Буша.
Утром 20 декабря 1943 года по приказу начальника полиции Ла-Паса майора Таборга был арестован президент Пеньяранда и члены его кабинета. Майор Гуальберто Вильярроэль стал де-факто президентом Боливии. Он сформировал коалицию из главных реформистских партий того времени (в состав нового правительства вошел и лидер НРД Виктор Пас Эстенссоро), которая получила название «Революционного националистического движения».
Новое правительство опубликовало манифест, где говорилось, что этот переворот демократический по своим целям, ибо он вызван произволом прежнего режима, его постоянными беззакониями, обманом общественного доверия, непомерными расходами и совершенным пренебрежением к интересам Боливии. Касаясь внешнеполитического курса, Вильярроэль заявил, что Боливия будет полностью придерживаться обязательств Декларации Объединенных Наций. Правительство Вильяроэля выдвинуло лозунги защиты национального суверенитета, природных ресурсов, в частности нефти, освобождения крестьянства от феодальной зависимости.
В течение нескольких месяцев правительство существовало без дипломатического признания его со стороны США и их союзников в Латинской Америке. 18 латиноамериканских стран, а также США и Англия заявили об отказе признать новое боливийское правительство, осудив его как хунту, имеющую в своем составе профашистские элементы.
Многочисленные документы и материалы того времени, опубликованные в США, Боливии, других латиноамериканских странах, свидетельствуют о существовании негласных контактов представителей партии НРД с немецкой агентурой, которая пыталась использовать недовольство боливийского народа «грабительской политикой США» для укрепления своих позиций в Боливии. Вероятно, правящие круги США какое-то время после переворота и захвата власти Г. Вильярроэлем «присматривались» к новому режиму, пытаясь получить доказательства его лояльности в отношении Соединенных Штатов и отсутствия связей нового правительства с пронацистским военным правительством в соседней Аргентине. Но, скорее всего, главная причина отказа в дипломатическом признании заключалась в опасении американских монополий за судьбу своих капиталовложений в Боливии, в стремлении сохранить ранее заключенные контракты о закупках по низким ценам боливийского олова, а также оказать поддержку реакционным силам этой страны, напуганным выдвинутой правительством идеей о проведении аграрной реформы.
Госдеп США с самого начала рассматривал правительство Г. Вильярроэля как крайне нежелательное и искал всевозможные пути для его свержения. Перед лицом международного дипломатического бойкота широкие массы трудящихся выступили в поддержку правительства и с осуждением политики Вашингтона. В различных городах страны (Оруро, Ла-Пас и др.) состоялись манифестации. В одной из деклараций шахтеров говорилось: «Мы не понимаем политики Соединенных Штатов в защиту режима эксплуататоров. США затягивают признание правительства, которое действительно представляет боливийский народ».
Совершил много дальновидных реформ, включая расширение прав профсоюзов и пенсионную реформу. Также, следуя примеру Буша, созвал Национальное собрание для подготовки конституционной реформы. В августе 1944 добился от Конгресса провозглашения себя конституционным президентом. Во внешней политике Вильярроэль столкнулся с огромными препятствиями со стороны официального Вашингтона, который не желал признавать его президентом Боливии. Наконец, администрация Франклина Рузвельта признала Вильярроэля легитимным правителем, но только в обмен на исключение из состава правительства профашистских министров.
В период его президентства были предприняты некоторые меры по ограничению власти горнорудной олигархии, увеличен процент иностранной валюты от экспорта олова и других минералов, подлежащей сдаче государству. В 1945 году был подготовлен первый в истории Боливии план экономического развития страны. В нём значительное внимание уделялось развитию национализированной отрасли — нефтяной промышленности.
В июне 1944 года состоялся первый национальный конгресс шахтёров, на котором была создана Профсоюзная федерация горняков Боливии — главная организация боливийского пролетариата. В том же году состоялся второй съезд горняков, третий съезд железнодорожников, создан профсоюз служащих банков. В марте 1946 года был созван третий съезд горняков.
Не понадобилось много времени, чтобы себя проявила консервативная реакция. Представители консерваторов имели широкие интересы в горной промышленности. Более того, сами рабочие воспользовались реформами президента, чтобы требовать дальнейших уступок для себя и профсоюзов. Все это заставило правительство принять репрессивные меры для сохранения контроля над ситуацией. Среди этих мер особой жестокостью отметилось убийство и захоронение верхушки боливийской интеллигенции. Это, в свою очередь, дало повод традиционным партиям и ставшей сильнейшей в стране Левой революционной партии организовать и начать общенациональное восстание, кульминацией которого стало убийство президента. 21 июля 1946 года толпа окружила президентский дворец.
Вильярроэль, находившийся внутри помещения, объявил о своей отставке, однако разъяренная толпа преподавателей, студентов и женщин захватила оружие в арсенале и ворвалась во дворец. В результате этих действий были убиты сам президент и некоторые его помощники. Тело Вильярроэля было сброшено с балкона на площадь, где толпа подхватила его и повесила на столбе. Возможно, людей вдохновила кинохроника смерти Бенито Муссолини, которую незадолго до этого транслировали в стране. Виктор Пас Эстенссоро эмигрировал в Аргентину.
После этого оппозиция возобновила контроль над правительством, сохраняя его до революции 1952 года.